# Les Assions
Les Assions sont une commune française, située dans le département de l'Ardèche en région Auvergne-Rhône-Alpes.
La commune des Assions regroupe plusieurs hameaux de la région tels les Ravels, les Bourrels ou Champetier bas et ses habitants sont appelés les Assionais et les Assionaises ; ils portent également le surnom de « Picourets ».

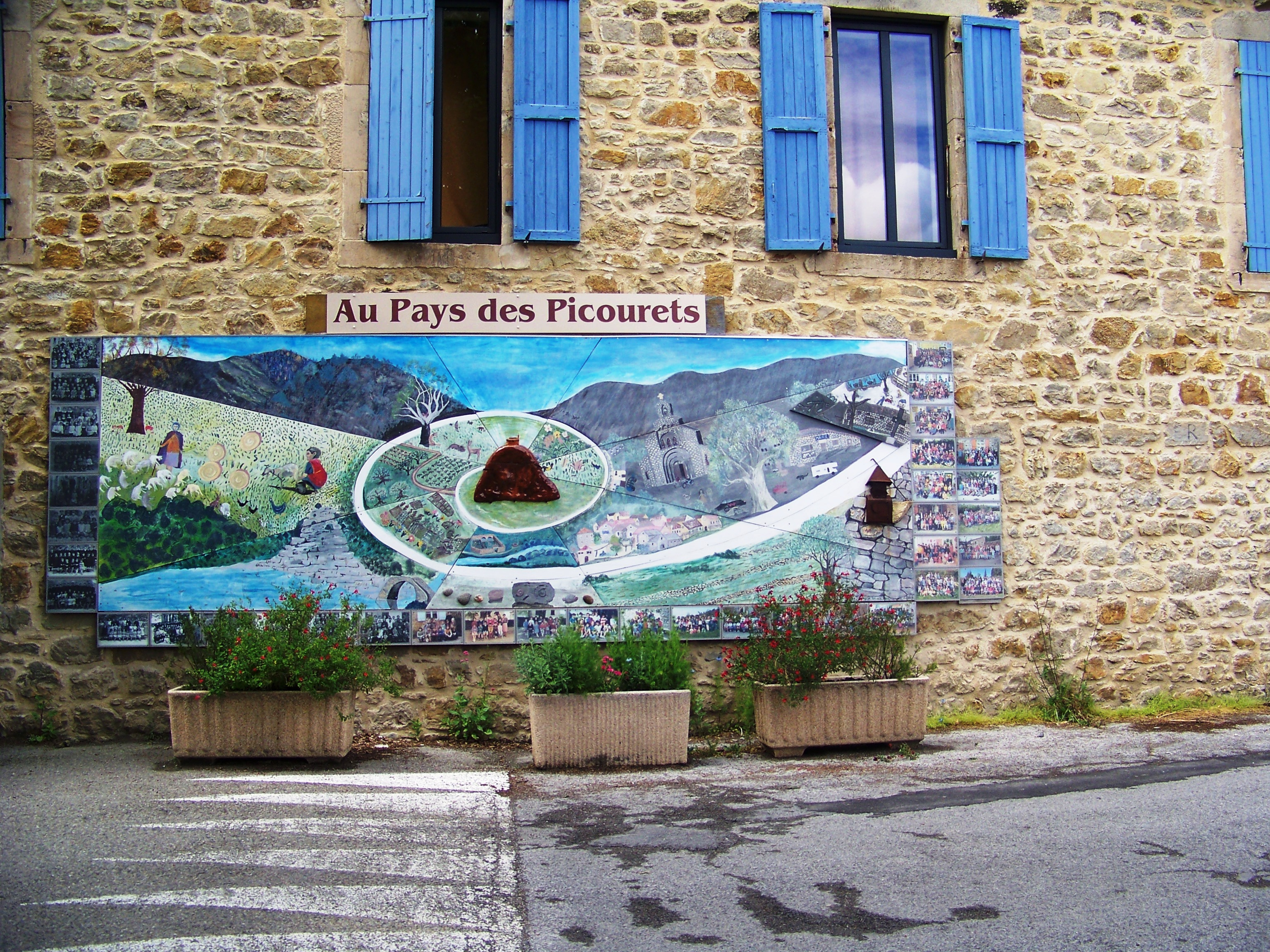
Fresque au nom des habitants du village.

## Géographie

### Situation et description
Les Assions sont une petite commune à l'aspect essentiellement rural de la communauté de communes Pays des Vans en Cévennes, située dans la partie méridionale du département de l'Ardèche.

### Communes limitrophes
Les communes limitrophes sont Berrias-et-Casteljau, Chambonas, Chandolas, Lablachère, Payzac, Saint-Genest-de-Beauzon et Les Vans.

### Climat
Pour des articles plus généraux, voir Climat d'Auvergne-Rhône-Alpes et Climat de l'Ardèche.
En 2010, le climat de la commune est de type climat méditerranéen franc, selon une étude du CNRS s'appuyant sur une série de données couvrant la période 1971-2000. En 2020, Météo-France publie une typologie des climats de la France métropolitaine dans laquelle la commune est exposée à un climat de montagne ou de marges de montagne et est dans la région climatique Provence, Languedoc-Roussillon, caractérisée par une pluviométrie faible en été, un très bon ensoleillement (2 600 h/an), un été chaud (21,5 °C), un air très sec en été, sec en toutes saisons, des vents forts (fréquence de 40 à 50 % de vents > 5 m/s) et peu de brouillards.
Pour la période 1971-2000, la température annuelle moyenne est de 13,6 °C, avec une amplitude thermique annuelle de 17,3 °C. Le cumul annuel moyen de précipitations est de 1 207 mm, avec 7,4 jours de précipitations en janvier et 4,2 jours en juillet. Pour la période 1991-2020, la température moyenne annuelle observée sur la station météorologique de Météo-France la plus proche, « Les Vans-Sa », sur la commune des Vans à 4 km à vol d'oiseau, est de 13,9 °C et le cumul annuel moyen de précipitations est de 1 251,0 mm,. Pour l'avenir, les paramètres climatiques de la commune estimés pour 2050 selon différents scénarios d'émission de gaz à effet de serre sont consultables sur un site dédié publié par Météo-France en novembre 2022.

### Voies de communication
La route départementale 104 (RD 104) longe la partie orientale du territoire communal.

### Lieux-dits, hameaux et écarts
- le Bosc
- le Bourel
- Chadol
- Champetier (Haut et Bas)
- Peyreflore
- la Ribeyre
- Théraube
- La tour
- Le Pazanan

## Urbanisme

### Typologie
Au 1er janvier 2024, Les Assions sont catégorisés commune rurale à habitat dispersé, selon la nouvelle grille communale de densité à 7 niveaux définie par l'Insee en 2022.
Elle appartient à l'unité urbaine des Les Vans, une agglomération intra-départementale dont elle est une commune de la banlieue,. La commune est en outre hors attraction des villes,.

### Occupation des sols
L'occupation des sols de la commune, telle qu'elle ressort de la base de données européenne d’occupation biophysique des sols Corine Land Cover (CLC), est marquée par l'importance des forêts et milieux semi-naturels (67,2 % en 2018), en augmentation par rapport à 1990 (65,6 %). La répartition détaillée en 2018 est la suivante : milieux à végétation arbustive et/ou herbacée (41,2 %), forêts (26 %), zones agricoles hétérogènes (19,5 %), zones urbanisées (10,6 %), cultures permanentes (2,7 %).
L'évolution de l’occupation des sols de la commune et de ses infrastructures peut être observée sur les différentes représentations cartographiques du territoire : la carte de Cassini (XVIIIe siècle), la carte d'état-major (1820-1866) et les cartes ou photos aériennes de l'IGN pour la période actuelle (1950 à aujourd'hui).

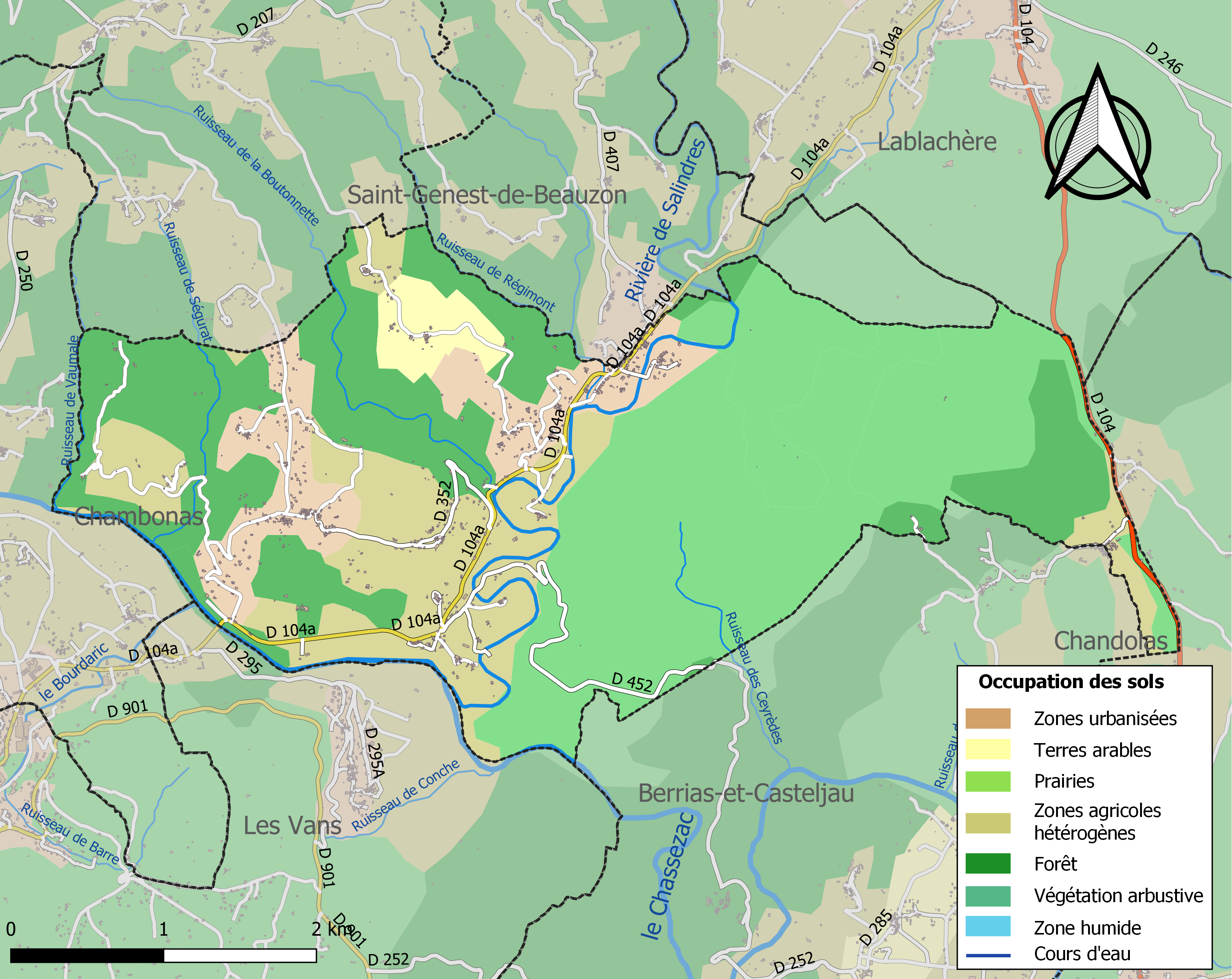
Carte des infrastructures et de l'occupation des sols de la commune en 2018 (CLC).

## Politique et administration

### Liste des maires
| Période   | Période   | Identité        | Étiquette | Qualité                       |
| --------- | --------- | --------------- | --------- | ----------------------------- |
|           |           |                 |           |                               |
|           |           | Bolze           |           | Maire en 1848                 |
|           |           |                 |           |                               |
| ?         | juin 1995 | Jean Duny       | PCF       |                               |
| juin 1995 | 2014      | Michel Moutet   |           |                               |
| 2014      | mai 2020  | Pascal Redon    |           | Employé (entreprise publique) |
| mai 2020  | En cours  | Emmanuel Legras |           | Artisan                       |

## Population et société

### Démographie
L'évolution du nombre d'habitants est connue à travers les recensements de la population effectués dans la commune depuis 1793. Pour les communes de moins de 10 000 habitants, une enquête de recensement portant sur toute la population est réalisée tous les cinq ans, les populations de référence des années intermédiaires étant quant à elles estimées par interpolation ou extrapolation. Pour la commune, le premier recensement exhaustif entrant dans le cadre du nouveau dispositif a été réalisé en 2004.

En 2022, la commune comptait 768 habitants, en évolution de +6,08 % par rapport à 2016 (Ardèche : +2,48 %, France hors Mayotte : +2,11 %).
| 1793  | 1800 | 1806  | 1821  | 1831  | 1836  | 1841  | 1846  | 1851  |
| ----- | ---- | ----- | ----- | ----- | ----- | ----- | ----- | ----- |
| 1 178 | 979  | 1 036 | 1 042 | 1 177 | 1 274 | 1 357 | 1 471 | 1 464 |

| 1856  | 1861  | 1866  | 1872  | 1876  | 1881  | 1886 | 1891 | 1896 |
| ----- | ----- | ----- | ----- | ----- | ----- | ---- | ---- | ---- |
| 1 424 | 1 250 | 1 205 | 1 240 | 1 194 | 1 007 | 976  | 972  | 931  |

| 1901 | 1906 | 1911 | 1921 | 1926 | 1931 | 1936 | 1946 | 1954 |
| ---- | ---- | ---- | ---- | ---- | ---- | ---- | ---- | ---- |
| 882  | 848  | 779  | 664  | 612  | 593  | 570  | 700  | 444  |

| 1962 | 1968 | 1975 | 1982 | 1990 | 1999 | 2004 | 2006 | 2009 |
| ---- | ---- | ---- | ---- | ---- | ---- | ---- | ---- | ---- |
| 495  | 456  | 402  | 440  | 448  | 529  | 573  | 599  | 646  |

| 2014 | 2019 | 2022 | - | - | - | - | - | - |
| ---- | ---- | ---- | - | - | - | - | - | - |
| 697  | 763  | 768  | - | - | - | - | - | - |

### Pyramide des âges
En 2021, le taux de personnes d'un âge inférieur à 30 ans s'élève à 24,4 %, soit en dessous de la moyenne départementale (29,7 %). À l'inverse, le taux de personnes d'âge supérieur à 60 ans est de 40,3 % la même année, alors qu'il est de 32,8 % au niveau départemental.
En 2021, la commune comptait 372 hommes pour 398 femmes, soit un taux de 51,69 % de femmes, légèrement supérieur au taux départemental (51,22 %).
Les pyramides des âges de la commune et du département s'établissent comme suit :
| Hommes | Classe d’âge | Femmes |
| ------ | ------------ | ------ |
| 0,0    | 90 ou +      | 1,6    |
| 11,4   | 75-89 ans    | 11,2   |
| 28,8   | 60-74 ans    | 27,7   |
| 18,5   | 45-59 ans    | 17,3   |
| 17,8   | 30-44 ans    | 17,0   |
| 9,1    | 15-29 ans    | 8,7    |
| 14,4   | 0-14 ans     | 16,4   |

| Hommes | Classe d’âge | Femmes |
| ------ | ------------ | ------ |
| 1      | 90 ou +      | 2,5    |
| 9      | 75-89 ans    | 11,4   |
| 20,8   | 60-74 ans    | 21,1   |
| 21,2   | 45-59 ans    | 20,3   |
| 16,9   | 30-44 ans    | 16,5   |
| 14,2   | 15-29 ans    | 12,6   |
| 17     | 0-14 ans     | 15,6   |

### Enseignement
La commune est rattachée à l'académie de Grenoble.

### Médias
La commune est située dans la zone de distribution de deux organes locaux de la presse écrite :
- L'Hebdo de l'Ardèche, journal hebdomadaire français basé à Valence et couvrant l'actualité de tout le département de l'Ardèche ;
- Le Dauphiné libéré, journal quotidien de la presse écrite française régionale distribué dans la plupart des départements de l'ancienne région Rhône-Alpes, notamment l'Ardèche. La commune est située dans la zone d'édition d'Aubenas et Privas-Vallée du Rhône.

### Cultes
Les églises (propriété de la commune) et la communauté catholique des Assions sont rattachées à la paroisse Saints Pierre et Paul de Païolive, elle-même rattachée au diocèse de Viviers.

## Culture locale et patrimoine

### Lieux et monuments
- Chapelle Sainte-Apollonie XIXe siècle au sommet du Puech.
- Église Saint-Apollinaire, reconstruite aux XVIIe et XIXe siècles sur une église romane détruite.
- Village abandonné du Cornilhon.
- Église non achevée du hameau du Pazanan (fin XIXème / début du XXème siècle)
- Les capitelles du plateau des Gras.

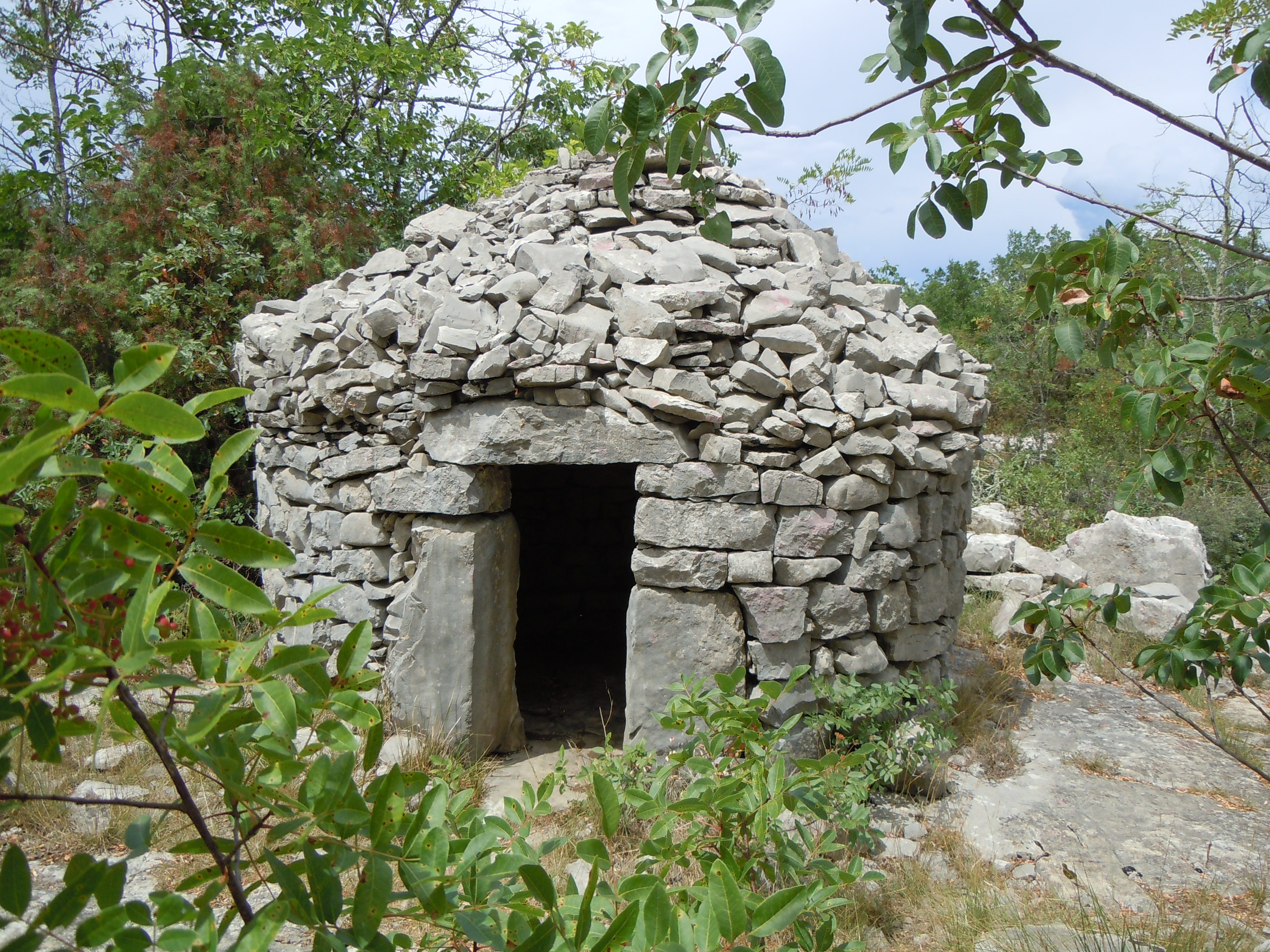
Capitelle de Champ Redon.
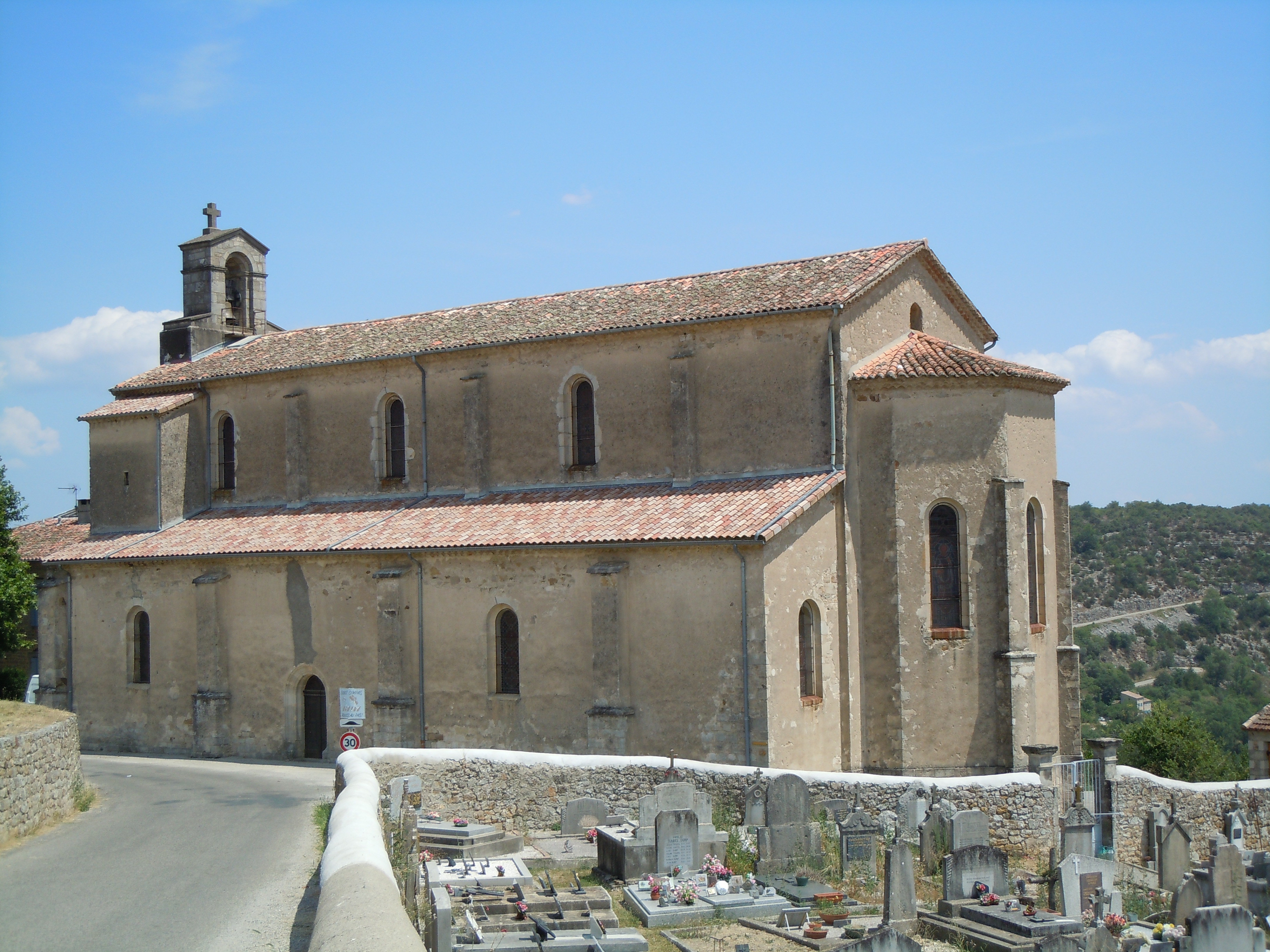
Église Saint-Apollinaire.
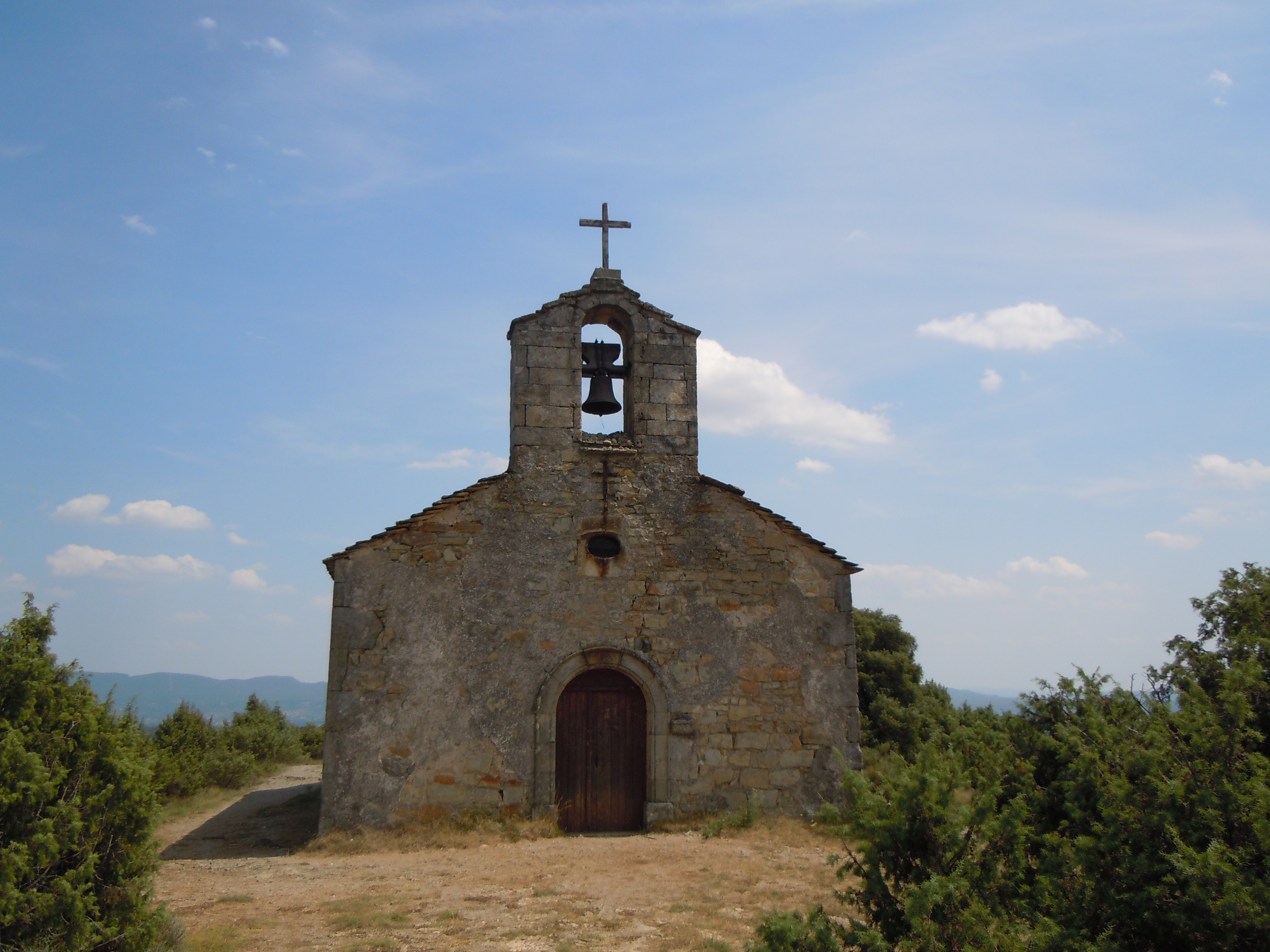
Chapelle Sainte-Apollonie XIXe siècle.
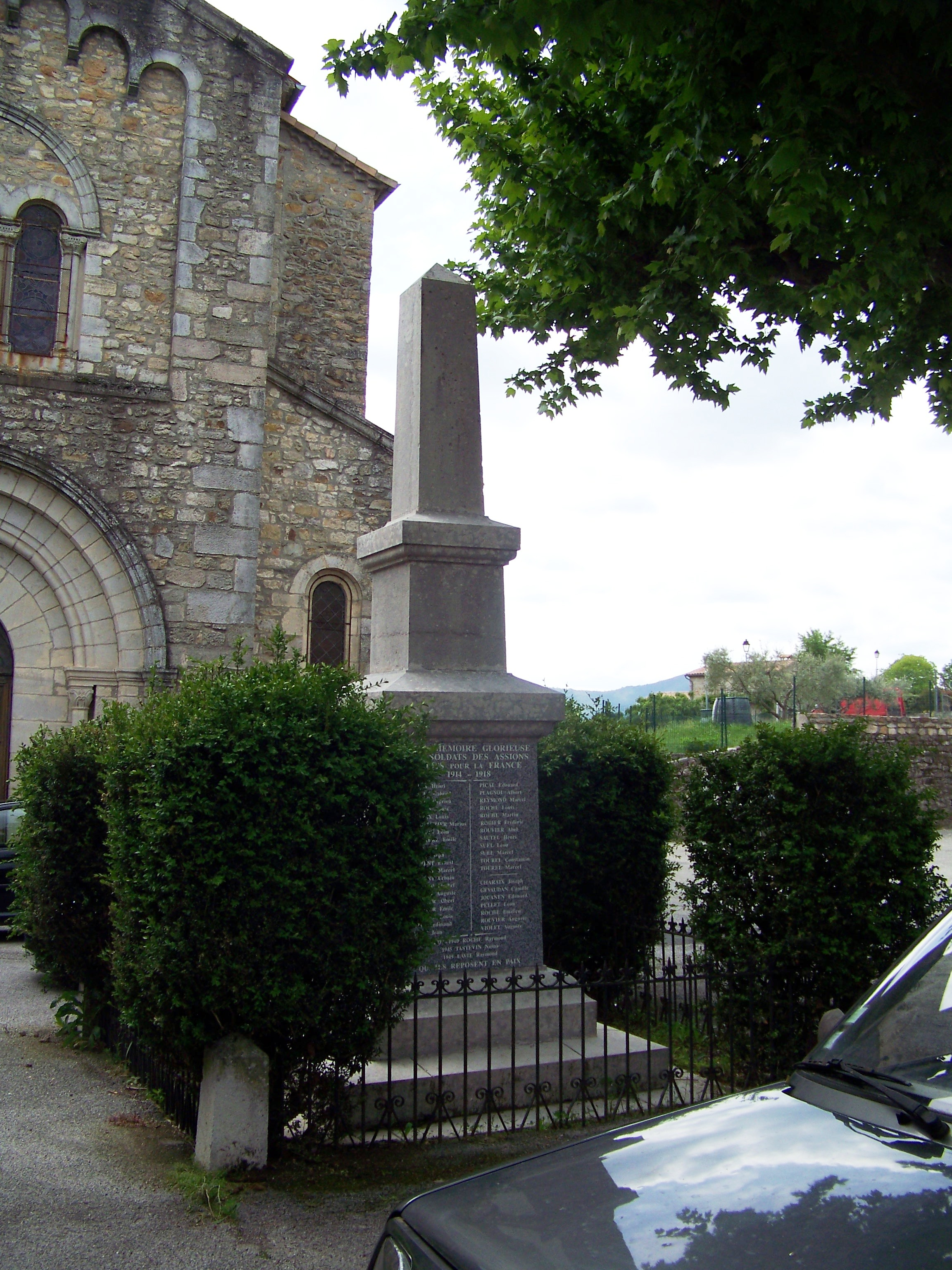
Monuments aux morts des Assions.

### Personnalités liées à la commune
- Jules Froment, prêtre et poète, a grandi aux Assions.

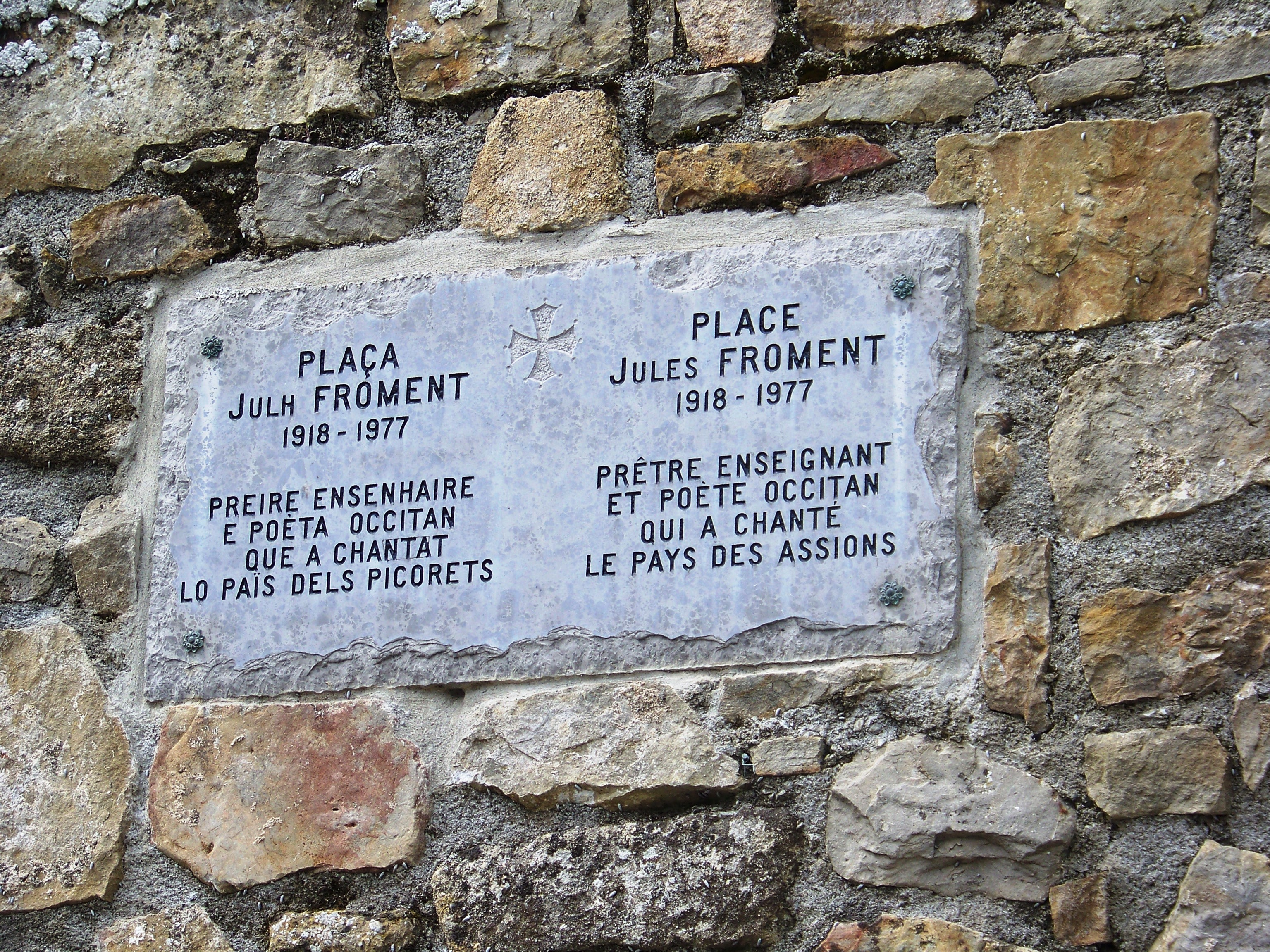
Plaque commémorative Jules Froment.

- Salomé Saqué, journaliste.

### Héraldique
|  | Les Assions possède des armoiries dont l'origine et le blasonnement exact ne sont pas disponibles. |